# Xanthonychidae
Xanthonychidae zijn een familie van weekdieren uit de klasse van de Gastropoda (slakken).

## Taxonomie
De volgende taxa zijn in de familie ingedeeld:
- Onderfamilie Xanthonychinae Strebel & Pfeffer, 1879
  - Geslacht Xanthonyx Crosse JC.H. & P. Fischer, 1867
    - Xanthonyx chiapensis  (L. Pfeiffer, 1856)
    - Xanthonyx potosiana W.H. Dall, 1905
    - Xanthonyx salleanus (L. Pfeiffer, 1856)
    - Xanthonyx sumichrasti (A. Brot, 1867)
- Onderfamilie Lysinoinae Hoffmann, 1928
  - Tribus Lysinoini Hoffmann, 1928
    - Geslacht Lysinoe H. Adams & A. Adams, 1855
      - Lysinoe eximia (L. Pfeiffer, 1844)
        - Lysinoe eximia stolli (E.C. Von Martens, 1892)

      - Lysinoe gheisbrechti (P. Nyst, 1849)
        - Lysinoe gheisbrechti bizonata (E.C. Von Martens, 1892)
        - Lysinoe gheisbrechti fulvostraminea (E.C. Von Martens, 1892)
        - Lysinoe gheisbrechti rufozonata (E.C. Von Martens, 1892)
        - Lysinoe gheisbrechti strubelli (E.C. Von Martens, 1892)
        - Lysinoe gheisbrechti subaurantia E.C. Von Martens, 1892)

      - Lysinoe leai F.G. Thompson, 1996
      - Lysinoe sebastiana (W.H. Dall, 1897)
      - Lysinoe starretti F.G. Thompson, 1963

  - Tribus Leptariontini H. Nordsieck, 1987
    - = Tryonigentinae Schileyko, 1991
    - Geslacht Tryonigens H.A. Pilsbry, 1927
      - Tryonigens remondi G.W. Tryon, 1863)
- Onderfamilie Metostracinae H. Nordsieck, 1987
  - Geslacht Metostracon Pilsbry, 1900
- Onderfamilie ?
  - Geslacht Cryptostracon Binney, 1879[2]
    - Cryptostracon corcovadensis M.G. Cuezzo, 1997
    - Cryptostracon gabbi W.G. Binney, 1879

  - Geslacht Hemitrochus Swainson, 1840
  - Geslacht Metostracon Pilsbry, 1900[2]
    - Metostracon mima H.A. Pilsbry, 1900

  - Geslacht Semiconchula Naranjo-García, Polaco & Pearce, 2000[2]
    - Semiconchula breedlovei E. Naranjo-Garcia, 2003
    - Semiconchula custepecana Naranjo-García, Polaco & Pearce, 2000[2]